# Chorbane (delegación)
Chorbane es una delegación de la gobernación de Mahdía, en Túnez. Tiene una población estimada, a inicios de 2020, de 25 230 habitantes.
Está ubicada en el centro-este del país, al sur de la capital, la ciudad de Túnez, y al oeste del mar Mediterráneo.